# Тунельний підйом водоспаду Трюммельбах
Тунельний підйомник водоспаду Трюммельбах — це  інклайн‑ліфт (нахилений ліфт) або фунікулер у Бернському Оберланді, Швейцарія. Споруда веде відвідувачів водоспаду Трюммельбах від входу на висоті 819 м до верхньої частини підземних водоспадів на висоті 890 м.Вона проходить 98 м  у тунелі, спочатку з нахилом 104%  та перепадом висот 71 м. Кабіна працює з противагою.  Перший підйомник було відкрито 24 травня  1913 року.  Установку було замінено в 1964 році компанією Habegger Thun. Сучасний підйомник був побудований компанією Garaventa в 1982/1983 роках. 
Підйомник долає  маршрут менш ніж за хвилину та розрахований на близько 40 пасажирів. Його траса проходить усередині гірського масиву, а під час поїздки відвідувачі відчувають прохолодне гірське повітря та чують гул водоспадів, що відлунює крізь товщу скель. Підйомник везе людей з долини до точки між 6-м і 7-м водоспадами. Звідти можна або піднятися, щоб побачити верхні водоспади (7-10), або спуститися назад у долину, проходячи повз нижні водоспади (6-1) по дорозі. 

## Додаткова інформація
- Hefti, Walter (1975), 4.52 Bergaufzug am Trümmelbachfall, Schienenseilbahnen in aller Welt. Schiefe Seilebenen, Standseilbahnen, Kabelbahnen (нім.), Basel: Birkhäuser Verlag, с. 120, ISBN 3-7643-0726-9
- Brechbühler, Yves (23 серпня 2014), Das Trommeln im Innern des Berges (нім.)